# Сара Павков
Сара Павков (Нови Сад, 1992) је српска политичарка и министарка заштите животне средине Републике Србије од 16. априла 2025. године у Влади Ђура Мацута.

## Каријера
Завршила је екологију и биологију на Природно-математичком факултету Универзитета у Новом Саду, где је радила касније као истраживач приправник. Од 2022. године била је државни секретар у Министарству животне средине, а пре тога радила неколико година у Покрајинском заводу за заштиту природе Војводине. Члан је Српске напредне странке. Аутор је више научних радова из области екологије, као и коаутор неколико дечијих сликовница о екологији, и оснивач еколошког удружења Зелени сад.
Дела за децу (као један од аутора):
Сликовнице
- Еко бојанка 4 Будућност (2019)
- Еко бојанка 5 Пут медоносне пчеле (2020, Еколошко удружење Зелени сад, Нови Сад)[4]